# Брітні Спірс
Брі́тні Джи́н Спíрс (англ. Britney Jean Spears; нар. 2 грудня 1981, Маккомб, Міссісіпі, США) — американська співачка, танцюристка, авторка пісень, акторка, сценаристка, меценатка, парфюмерка, підприємиця та активістка. Володарка численних нагород та відзнак, зокрема премії «Греммі», п'ятнадцяти рекордів Гіннесса, шести нагород MTV Video Music Awards, семи нагород Billboard Music Awards (включно з нагородою Millennium Award), першої нагороди Radio Disney Icon Award та зірки на Голлівудській алеї слави. Її музичні кліпи зі складною хореографією принесли їй нагороду Michael Jackson Video Vanguard Award.
Після появи в сценічних постановках і телевізійних серіалах Спірс підписала контракт з Jive Records у 1997 році у віці п'ятнадцяти років. Її перші два студійні альбоми, «...Baby One More Time» (1999) і «Oops!... I Did It Again» (2000) є одними з найбільш продаваних альбомів усіх часів, і зробили Спірс найбільш продаваною підлітковою виконавицею весь час. З продажами за перший тиждень понад 1,3 мільйона копій, «Oops!... I Did It Again» утримував рекорд найшвидше продаваного альбому виконавиці в Сполучених Штатах протягом 15 років. Спірс прийняла більш зрілий і провокаційний стиль для своїх альбомів «Britney» (2001) і «In the Zone» (2003), а також знялася у фільмі «Перехрестя» 2002 року. Вона була виконавчою продюсеркою свого п'ятого студійного альбому «Blackout» (2007), який часто називають її найкращою роботою. Після низки особистих проблем, які отримали широкий розголос, просування альбому було обмежено, а Спірс мимовільно поміщено в консерваторство.
Згодом Спірс випустила альбоми, які очолили чарти: «Circus» (2008) і «Femme Fatale» (2011), останній з яких став її найуспішнішою ерою синглів у чартах США. З «3» у 2009 році та «Hold It Against Me» у 2011 році Спірс стала другою артисткою в історії, яка дебютувала під номером один із двома чи більше піснями в Billboard Hot 100. Вона розпочала чотирирічну концертну резиденцію «Britney: Piece of Me» у Planet Hollywood Resort & Casino у Лас-Вегасі, щоб просувати свої наступні два альбоми «Britney Jean» (2013) і «Glory» (2016). У 2019 році судова битва Спірс щодо її опікунства набула більшого розголосу та призвела до заснування руху #FreeBritney. У 2021 році консерваторство було припинено після її публічних свідчень, у яких вона звинуватила свою команду керівництва та сім'ю в насильстві.
У Сполучених Штатах Спірс є четвертою найбільш продаваною виконавицею альбомів ери Nielsen SoundScan, а також найбільш продаваною виконавицею альбомів 2000-х років. Billboard назвав її восьмою найпопулярнішою артисткою 2000-х років. Спірс записала шість альбомів номер один у Billboard 200 і п'ять синглів номер один у US Billboard Hot 100: «...Baby One More Time», «Womanizer», «3», «Hold It Against Me» та «S&M (Remix)». Інші гіт-сингли включають «Oops!... I Did It Again», «I'm a Slave 4 U», «Toxic», «Gimme More» та «Piece of Me». «...Baby One More Time» був названий найкращим дебютним синглом усіх часів за версією Rolling Stone у 2020 році. У 2004 році Спірс запустила парфумерний бренд разом з Elizabeth Arden, Inc., продажі перевищили 1,5 мільярда доларів США станом на 2012 рік. У 2001 і 2012 роках Forbes назвав Спірс найбільш високооплачуваною жінкою-музикантом у світі. Time назвав Спірс однією зі 100 найвпливовіших людей у світі у 2021 році. Вона також посіла перше місце в опитуванні читачів Time.

## Біографія та кар'єра

### 1981—1997: Раннє життя та початок творчості
Брітні Джин Спірс народилася 2 грудня 1981 року в Маккомбі, штат Міссісіпі, як друга дитина Джеймса «Джеймі» Парнелла Спірса та Лінн Ірен Бріджес. Її бабуся по материнській лінії, Ліліан Портелл, була англійкою і народилася в Лондоні, а один із прадідів Спірс по материнській лінії був мальтійцем. Її брати і сестри — Браян Джеймс Спірс і Джеймі Лінн Спірс.
Вона була охрещена як південна баптистка і в дитинстві співала в церковному хорі. У дорослому віці Спірс вивчала вчення кабалістів. 5 серпня 2021 року Спірс оголосила, що прийняла католицизм. Її мати, сестра та племінниці Медді Олдрідж і Айві Джоан Вотсон також є католичками. Однак 5 вересня 2022 року, після того, як колишній чоловік Спірс, Кевін Федерлайн, і молодший син дали інтерв'ю, захищаючи дії її батька під час її опікунства, вона заявила: «Я більше не вірю в Бога через те, як ставилися до мене мої діти і моя сім'я, мені більше нема у що вірити, я атеїстка».
У віці трьох років Спірс почала відвідувати уроки танців у своєму рідному місті Кентвуд, штат Луїзіана, і була обрана для сольного виступу на щорічному концерті. У п'ять років вона дебютувала на місцевій сцені, заспівавши «What Child Is This?» на випускному в дитячому садку. У дитинстві вона також відвідувала уроки гімнастики та вокалу, а також вигравала багато державних конкурсів і дитячих шоу талантів.
Коли Спірс було вісім, вона та її мати Лінн поїхали до Атланти, штат Джорджія, на прослуховування для відродження «Клубу Мікі Мауса» у 1990-х роках. Режисер кастингу Метт Каселла відмовив їй як занадто молодій, але познайомив її з Ненсі Карсон, нью-йоркською агенткою талантів. Карсон була вражена співом Спірс і запропонувала записати її до Професійної школи виконавських мистецтв.
Спірс взяли на її першу професійну роль як дублера головної ролі Тіни Данія в небродвейському мюзиклі «Безжалісний!». Вона також з'явилася як учасниця популярного телевізійного шоу «Пошук зірок» і знялася в ряді рекламних роликів. У грудні 1992 року її взяли на роль у «Клубі Мікі Мауса» разом із Крістіною Агілерою, Джастіном Тімберлейком, Раяном Ґослінґом і Кері Расселл. Після того, як шоу було скасовано у 1994 році, Брітні повернулася до Міссісіпі та вступила до McComb's Parklane Academy.
У червні 1997 року Спірс вела перемовини з менеджером Лу Перлманом про приєднання до жіночого поп-гурту Innosense. Лінн запитала думку друга сім'ї Ларрі Рудольфа та надала запис, на якому Спірс співає пісню Вітні Г'юстон. Рудольф вирішив, що він хоче просувати її звукозаписним лейблам, для чого їй потрібно було зробити професійне демо. Він надіслав Спірс невикористану пісню Тоні Брекстон; вона репетирувала тиждень і записувала свій вокал у студії. Спірс поїхала до Нью-Йорка з демонстрацією та зустрілася з керівниками чотирьох лейблів, повернувшись до Кентвуда того ж дня. Три лейбли відмовили їй, заявивши, що публіка хоче поп-гуртів, таких як Backstreet Boys та Spice Girls, і «не буде ще однієї Мадонни, іншої Деббі Гібсон або іншої Тіффані».
За два тижні керівники Jive Records зателефонували Рудольфу. Старший віце-президент A&R Джефф Фенстер сказав про прослуховування Спірс, що «дуже рідко можна почути людину такого віку, яка може передати емоційний зміст і комерційну привабливість... Для будь-якого артиста мотивація — «око тигра» — надзвичайно велика. І Брітні має це». Спірс заспівала «I Have Nothing» Г'юстон для керівництва, і згодом була підписана на лейбл. Вони призначили її працювати з продюсером Еріком Фостером Вайтом протягом місяця; він, як повідомляється, змінив її голос від «нижчого та менш помпового» до «виразного, безпомилково Брітні». Почувши записаний матеріал, президент Клайв Колдер замовив повний альбом. Вона полетіла до студії Cheiron у Стокгольмі, Швеція, де з березня по квітень 1998 року була записана половина альбому з продюсерами Максом Мартіном, Деннізом Попом, Рамі Якубом та іншими.

### 1998—2000: ...Baby One More TimeтаOops!... I Did It Again
Після того, як Спірс повернулася до Сполучених Штатів, вона вирушила в рекламний тур торгових центрів під назвою L'Oreal Hair Zone Mall Tour, щоб рекламувати свій майбутній дебютний альбом. Її шоу складалося з чотирьох пісень, і її супроводжували двоє танцюристів. Відбувся її перший концертний тур на розігріві NSYNC. Її дебютний студійний альбом, «...Baby One More Time», був випущений 12 січня 1999 року. Він дебютував під № 1 у Billboard 200 та двічі отримав платиновий статус від Асоціації звукозаписної індустрії США за місяць. У всьому світі альбом очолив гіт-паради в п'ятнадцяти країнах і продав понад 10 мільйонів копій за рік. Він став найбільш продаваним альбомом підліткового виконавця.
«...Baby One More Time» був випущений як провідний сингл з альбому 29 вересня 1998 року. Спочатку Jive Records хотів, щоб відповідне музичне відео було анімованим, однак Спірс відкинула цю ідею і запропонувала остаточну концепцію католицької школярки. Сингл досяг першого місця в Billboard Hot 100, очолюючи чарт два тижні поспіль у січні-лютому 1999 року. Було продано понад 10 мільйонів копій, що зробило його одним із найбільш продаваних синглів усіх часів. Пізніше «...Baby One More Time» була номінована на «Греммі» як «Найкраще жіноче поп-вокальне виконання». Трек також очолював чарт синглів протягом двох тижнів у Сполученому Королівстві та став найшвидше продаваним синглом виконавиці (понад 460 000 копій). Пізніше вона стане 25-ю найуспішнішою піснею усіх часів в історії британських чартів. Спірс — наймолодша артистка, яка має мільйонний тираж у Великій Британії. Третій сингл альбому «(You Drive Me) Crazy» увійшов до десятки світових гітів і ще більше посприяв успіху альбому «...Baby One More Time». Альбом був проданий тиражем у 30 мільйонів копій по всьому світу, що зробило його одним із найбільш продаваних альбомів усіх часів. Це найбільш продаваний дебютний альбом будь-якого артиста.
28 червня 1999 року Спірс розпочала свій перший тур ...Baby One More Time Tour у Північній Америці, який був позитивно сприйнятий критиками. Розширення туру під назвою (You Drive Me) Crazy Tour відбулося у березні 2000 року. Під час шоу Спірс відбулася прем'єра пісень з її майбутнього другого альбому.
Другий студійний альбом Спірс «Oops!... I Did It Again» був випущений у травні 2000 року. Він дебютував під № 1 у США, продавши 1,3 мільйона копій, побивши рекорд Nielsen SoundScan за найбільшим продажем дебютів серед сольних виконавців. На сьогоднішній день було продано понад 20 мільйонів копій по всьому світу, що зробило його одним із найбільш продаваних альбомів усіх часів. Головний сингл альбому «Oops!... I Did It Again» досяг вершини чартів в Австралії, Новій Зеландії, Великій Британії та у багатьох інших європейських країнах, другий сингл «Lucky» посів перше місце в Австрії, Німеччині, Швеції та Швейцарії. Альбом, а також головний трек отримали номінації Греммі як Найкращий вокальний поп-альбом та Найкраще жіноче поп-вокальне виконання.
Того ж року Спірс розпочала тур Oops!... I Did It Again Tour, який зібрав 40,5 мільйонів доларів. Вона також випустила свою першу книгу, «Брітні Спірс: Від серця до серця», написану у співавторстві зі своєю матір'ю. 7 вересня 2000 року Спірс виступила на церемонії нагородження MTV Video Music Awards 2000 року. На половині виступу вона зірвала свій чорний костюм, щоб відкрити боді тілесного кольору з блискітками, після чого почалася важка танцювальна програма. Критики відзначають цей момент як момент, коли Спірс показала ознаки того, що стала більш провокативною виконавицею. Серед спекуляцій ЗМІ Спірс підтвердила, що зустрічається з учасником NSYNC Джастіном Тімберлейком. Вона також купила будинок у Дестіні, Флорида. У своїх мемуарах 2023 року Спірс розповіла, що зробила аборт наприкінці 2000 року під час стосунків з Тімберлейком після того, як він сказав, що вони не готові до батьківства. Спірс назвала аборт «однією з найболючіших подій, які коли-небудь переживала у своєму житті».

### 2001—2002:Britneyта«Перехрестя»
У січні 2001 року Спірс була ведучою 28-ї щорічної церемонії вручення премії American Music Awards, знялася в Rock in Rio разом із NSYNC і виступила як спеціальний гість у шоу Super Bowl XXXV, хедлайнерами якого були Aerosmith і NSYNC. У лютому 2001 року вона підписала рекламну угоду з Pepsi на суму 7—8 мільйонів доларів і випустила ще одну книгу, написану у співавторстві зі своєю матір'ю, «Подарунок матері». Її третій студійний альбом «Britney» був випущений у листопаді 2001 року. Спірс дебютувала під номером один у Billboard 200 і досягла перших п'яти позицій в Австралії, Сполученому Королівстві і континентальній Європі та продала 10 мільйонів копій по всьому світу.
Альбом «Britney» був номінований на премію «Греммі» за Найкращий вокальний поп-альбом і Найкраще жіноче поп-вокал за «Overprotected», а у 2007 році Entertainment Weekly назвав альбом одним із найкращих альбомів за останні 25 років. Головний сингл «I'm a Slave 4 U» увійшов до десятки гітів у кількох країнах.
Виконання синглу Спірс на церемонії вручення нагород MTV Video Music Awards у 2001 році показало тигра в клітці і великого пітона-альбіноса, накинутого на її плечі. Це було різко сприйнято організацією захисту прав тварин PETA, яка стверджувала, що з тваринами погано поводилися, і скасувала плани щодо рекламного щита проти хутра, на якому мала бути зображена Спірс. Критики назвали образ Брітні одним із найяскравіших за 27-річну історію шоу.
Щоб підтримати альбом, Спірс вирушила в тур Dream Within a Dream Tour. Шоу було схвалено критиками за його технічні інновації, де опором став водяний екран, який закачував дві тонни води на сцену. Тур зібрав 53,3 мільйона доларів, ставши другим найкасовішим туром 2002 року після прощального туру Шер. Успіх її кар'єри був відзначений Forbes у 2002 році, оскільки Спірс була визнана найвпливовішою знаменитістю світу. Спірс також отримала свою першу головну роль у фільмі «Перехрестя», який вийшов на екрани в лютому 2002 року. Незважаючи на те, що фільм був значною мірою критикований, критики високо оцінили гру Спірс, і фільм мав касовий успіх.
У червні 2002 року Спірс відкрила свій перший ресторан Nyla в Нью-Йорку, але припинила працю, посилаючись на безгосподарність і «нездатність керівництва тримати його в повній мірі». У липні 2002 року Спірс оголосила, що зробить шестимісячну перерву в кар'єрі; однак у листопаді вона повернулася до студії, щоб записати свій новий альбом. Стосунки Спірс із Джастіном Тімберлейком закінчилися за три роки.

### 2003—2005:In the Zoneта перші два шлюби

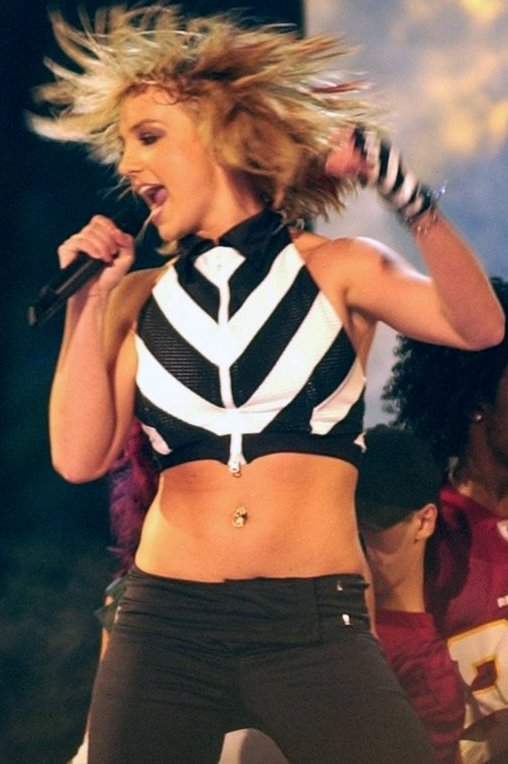
Спірс виступає у 2003 році

У серпні 2003 року Спірс відкрила церемонію вручення нагород MTV Video Music Awards з Крістіною Агілерою, виконавши «Like a Virgin». На півдорозі до них приєдналася Мадонна, яку вони поцілували. Інцидент отримав широкий розголос. У 2008 році MTV назвав цей виступ першим моментом відкриття MTV Video Music Awards, а Blender назвав його одним із 25 найсексуальніших музичних моментів в історії телебачення.
Спірс випустила свій четвертий студійний альбом «In the Zone» у листопаді 2003 року. Вона взяла на себе більший творчий контроль, написавши та спродюсувавши більшу частину матеріалу. Vibe назвав його «надзвичайно впевненим танцювальним записом, який також ілюструє розвиток Спірс як авторки пісень». NPR назвав альбом одним із найважливіших записів десятиліття, написавши, що «історія десятиліття бездоганно створеної поп-музики написана на її творчості». «In the Zone» було продано понад 609 000 примірників протягом першого тижня доступності в Сполучених Штатах, дебютувавши на вершині чартів, що зробило Спірс першою жінкою-артистом в епоху SoundScan, чиї перші чотири студійні альбоми дебютували під № 1. Він також дебютував на вершині гіт-парадів у Франції та в першій десятці в Бельгії, Данії, Швеції та Нідерландах. Альбом створив чотири сингли: «Me Against the Music» (співпраця з Мадонною), «Toxic» ( приніс Спірс її першу Греммі за Найкращий танцювальний запис),«Everytime» і «Outrageous».
У січні 2004 року Спірс одружилася зі своїм другом дитинства Джейсоном Александром у в Лас-Вегасі, штат Невада. Шлюб було анульовано через 55 годин після звернення до суду, в якому говорилося, що Спірс «не розуміла своїх дій».
У березні 2004 року Спірс вирушила в тур Onyx Hotel Tour на підтримку «In the Zone». Тур був скасований у червні 2004 року, коли вона впала і пошкодила ліве коліно під час зйомок музичного кліпу для «Outrageous». Вона перенесла артроскопічну операцію та носила стегновий бандаж протягом шести тижнів, після чого почалися 8-12 тижнів реабілітації. Того року Спірс залучилася до Центру каббали через дружбу з Мадонною.
У липні 2004 року Спірс одружилася з танцюристом Кевіном Федерлайном. Їхній роман був предметом пильної уваги ЗМІ, оскільки Федерлайн нещодавно розлучився з акторкою Шар Джексон, яка на той момент була вагітною другою дитиною. Етапи їхніх стосунків були описані в першому реаліті-шоу Спірс «Брітні та Кевін: Хаотично», прем'єра якого відбулася 17 травня 2005 року на UPN. Пізніше Спірс назвала це шоу «можливо, найгіршим, що я робила у своїй кар'єрі». Вони провели весільну церемонію 18 вересня 2004 року, але офіційно одружилися лише за три тижні, 6 жовтня, через затримку завершення передшлюбної угоди пари.
Незабаром після цього вона випустила свій перший парфум, Curious, разом з Елізабет Арден, який побив валові збори кампанії за перший тиждень на парфуми. У жовтні 2004 року Спірс зробила перерву в кар'єрі, щоб створити сім'ю. «Greatest Hits: My Prerogative», її перший альбом-компіляція найбільших гітів, був випущений у листопаді 2004 року. Кавер-версія пісні Боббі Брауна «My Prerogative» була випущена Спірс як провідний сингл з альбому, посівши вершини чартів у Фінляндії, Ірландії, Італії та Норвегії. Другий сингл «Do Somethin'» увійшов до десятки гітів в Австралії, Великій Британії та інших країнах материкової Європи. У серпні 2005 року Спірс випустила «Someday (I Will Understand)», який був присвячений її першій дитині, сину на ім'я Шон Престон, який народився наступного місяця. У листопаді 2005 року вона випустила свій перший збірник реміксів «B in the Mix: The Remixes», який складався з 11 реміксів.

### 2006—2007: особисті проблеми таBlackout
У лютому 2006 року з'явилися фотографії, на яких Спірс їде в автомобілі зі своїм сином Шоном, який сидить в неї на колінах, а не в автокріслі. Захисники дітей прийшли в жах від фотографій, на яких вона однією рукою тримає кермо, а іншою сина. Спірс стверджувала, що ситуація сталася через страшну зустріч з папараці, і що це була її помилка.
Наступного місяця вона зіграла гостьову роль в епізоді «Вілл і Грейс» «Купи, купи, крихітко» в ролі лесбійки Ембер-Луїзи. У травні 2006 року вона оголосила, що більше не вивчає каббалу, пояснивши: «моя дитина — моя релігія». Спірс позувала оголеною для обкладинки Harper's Bazaar у серпні 2006 року; фотографію порівняли з обкладинкою Демі Мур у серпні 1991 року для Vanity Fair. У вересні 2006 року вона народила свого другого сина Джейдена Джеймса. У листопаді 2006 року Спірс подала на розлучення з Федерлайном, посилаючись на непримиренні розбіжності. Їхнє розлучення було завершено в липні 2007 року, коли двоє досягли угоди та погодилися розділити спільну опіку над своїми синами.
Тітка Спірс по материнській лінії Сандра Бріджес Ковінгтон, з якою вона була дуже близька, померла від раку яєчників у січні 2007 року. У лютому Спірс пробула в реабілітаційному закладі для лікування наркоманів на Антигуа менше ніж на день. Наступної ночі вона поголила голову електричними машинками для стрижки в перукарні в Тарзані, Лос-Анджелес. Протягом наступних тижнів вона потрапила в інші лікувальні установи. У травні 2007 року вона продюсувала серію рекламних концертів у закладах House of Blues під назвою The M+M's Tour. У жовтні 2007 року Спірс втратила фізичну опіку над своїми синами. Мотиви судового рішення громадськості не повідомляються. Louis Vuitton також подали до суду на Спірс через її музичне відео «Do Somethin'» 2005 року за те, що вона оббила салон свого Hummer підробленою тканиною Louis Vuitton з квітами сакури, що призвело до заборони відео на європейських телевізійних станціях.
У жовтні 2007 року Спірс випустила свій п'ятий студійний альбом «Blackout». Він дебютував на вершині гіт-парадів в Канаді та Ірландії, на другому місці в Billboard 200 в США, Франції, Японії, Мексиці та Великій Британії, а також у першій десятці в Австралії, Південній Кореї, Новій Зеландії та багатьох європейських країнах. У Сполучених Штатах це був перший альбом Спірс, який не дебютував під першим місцем, хоча вона стала єдиною жінкою-артистом, чиї перші п'ять студійних альбомів дебютували на двох верхніх місцях чарту. Альбом отримав схвальні відгуки від критиків і до кінця 2008 року було продано 3,1 мільйона копій по всьому світу. «Blackout» виграв Альбом року на церемонії MTV Europe Music Awards 2008 і був визнаний The Times п'ятим у списку найкращих поп-альбомів десятиліття.
Спірс виконала сингл «Gimme More» на церемонії вручення нагород MTV Video Music Awards 2007 року. Виступ був широко схвалений критиками. Незважаючи на критику, сингл користувався світовим успіхом, досягнувши першого місця в Канаді та увійшовши до першої десятки майже в кожній країні, де він потрапив у чарти. Другий сингл «Piece of Me» піднявся на вершину гіт-парадів в Ірландії та потрапив до першої п'ятірки в Австралії, Канаді, Данії, Новій Зеландії та Великій Британії. Третій сингл «Break the Ice» був випущений наступного року та досяг сьомого та дев'ятого місць в Ірландії та Канаді. У грудні 2007 року у Спірс почалися стосунки з папараці Аднаном Галібом.

### 2008—2010: Опіка батька таCircus

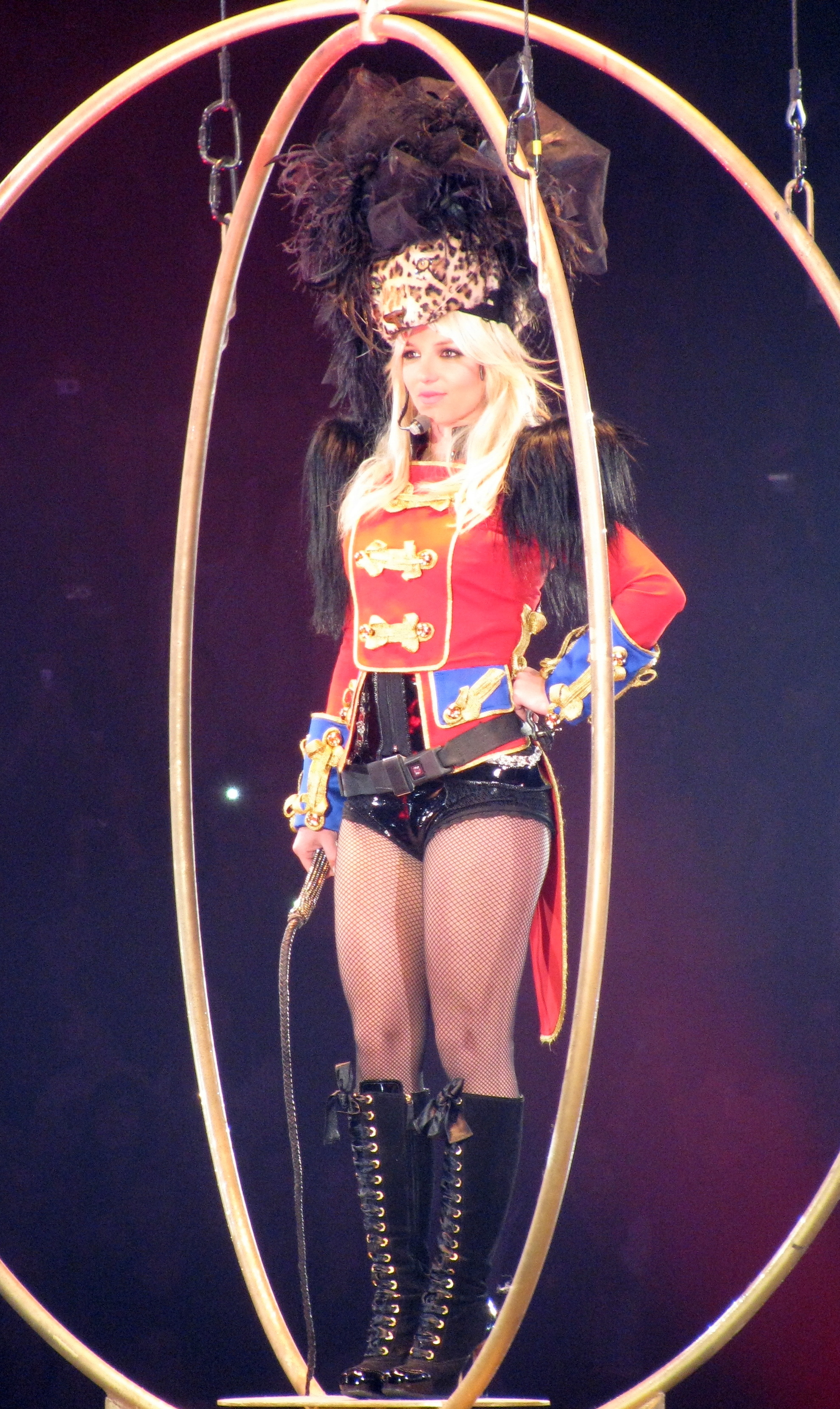
Спірс виступає у ході туру The Circus Starring Britney Spears у 2009 році

У січні 2008 року Спірс відмовилася передати опіку над своїми синами представникам колишнього чоловіка Кевіна Федерлайна. Її госпіталізували в медичний центр Cedars-Sinai після того, як поліція, яка прибула до її будинку, помітила, що вона перебувала під впливом невстановленої речовини. Наступного дня право Спірс на побачення було призупинено на екстреному судовому слуханні, і Федерлайну було надано повну фізичну та юридичну опіку над їхніми синами. Її помістили в психіатричне відділення Медичного центру Рональда Рейгана Каліфорнійського університету в Лос-Анджелесі та помістили в примусове психіатричне утримання 5150 відповідно до законодавства штату Каліфорнія. Суд передав її під опіку під керівництвом її батька Джеймі Спірса та адвоката Ендрю Воллета, надавши їм повний контроль над її активами. З лікувальних закладів її звільнили за п'ять днів.
Наступного місяця Спірс зіграла роль в епізоді «Як я зустрів вашу маму» «Десять зустрічей» у ролі Еббі. Вона отримала позитивні відгуки за свою гру, а також принесла серіалу найвищі рейтинги за всю історію. У липні 2008 року Спірс відновила деякі права на побачення після досягнення угоди з Федерлайном і його адвокатом. У вересні 2008 року Спірс відкрила церемонію вручення нагород MTV Video Music Awards і отримала нагороди за Найкраще жіноче відео, Найкраще поп-відео та Відео року за «Piece of Me». 60-хвилинний документальний фільм, «Брітні: Для запису», був створений для хроніки повернення Спірс в індустрію звукозапису. Фільм транслювався на MTV для 5,6 мільйонів глядачів протягом двох етерів у ніч прем'єри. Це був найвищий рейтинг за недільний вечірній проміжок часу та за всю історію мережі.
У грудні 2008 року вийшов шостий студійний альбом Спірс «Circus». Він отримав позитивні відгуки від критиків і дебютував під № 1 в Канаді, Чехії та Сполучених Штатах, а також увійшов до першої десятки в багатьох європейських країнах. У Сполучених Штатах Спірс стала наймолодшою виконавицею, яка дебютувала п'ятьма альбомами під № 1, заслуживши місце в Книзі рекордів Гіннеса. Вона також стала єдиною виконавицею в епоху SoundScan, яка випустила чотири дебютні альбоми з 500 000 або більше проданих копій. Альбом був одним із альбомів року, що найшвидше продавався (було продано 4 мільйони копій по всьому світу). Її сингл «Womanizer» став першим лідером чарту Спірс у Billboard Hot 100 після «...Baby One More Time». Сингл також очолив чарти в Бельгії, Канаді, Данії, Фінляндії, Франції, Норвегії та Швеції. Він також був номінований на премію «Греммі» за Найкращий танцювальний запис.
У січні 2009 року Спірс та її батько добилися заборони на її колишнього менеджера Сема Лутфі, колишнього хлопця Аднана Галіба та адвоката Джона Ердлі, усіх звинуватили у змові з метою отримати контроль над справами Спірс. Спірс вирушила в тур The Circus Starring Britney Spears у березні 2009 року. З касовими зборами 131,8 мільйона доларів США, тур став п'ятим найкасовішим туром року. У листопаді 2009 року Спірс випустила свій другий альбом найбільших гітів «The Singles Collection». Головний і єдиний сингл альбому, «3», став її третім синглом № 1 в США.
У травні 2010 року представники Спірс підтвердили, що вона зустрічається зі своїм агентом Джейсоном Тревіком і що вони вирішили припинити свої професійні стосунки, щоб зосередитися на особистих. Спірс розробила обмежену серію одягу для Candie's, яка була випущена в магазинах у липні 2010 року. У вересні 2010 року вона знялася в епізодичній ролі в триб'ют-епізоді телевізійного серіалу «Glee», присвяченому Спірс, під назвою «Брітні/Брітані».

### 2011—2012:Femme Fataleта The X Factor

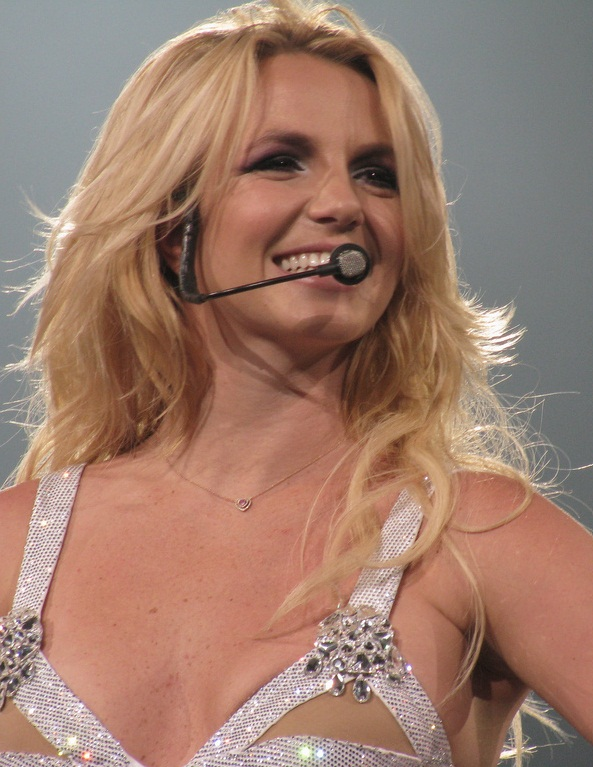
Спірс виступає в ході туру Femme Fatale Tour у 2012 році

У березні 2011 року Спірс випустила свій сьомий студійний альбом «Femme Fatale». Альбом досяг першої позиції в Сполучених Штатах, Канаді та Австралії, а також потрапив у першу десятку майже в усіх інших чартах. Його пік у Сполучених Штатах зрівняв Спірс із Мерайєю Кері та Джанет Джексон на третьому місці серед жінок. «Femme Fatale» отримав платиновий сертифікат RIAA, і станом на лютий 2014 року було продано 2,4 мільйона копій по всьому світу.
Головний сингл альбому «Hold It Against Me» дебютував на вершині Billboard Hot 100, ставши четвертим синглом Спірс, який став № 1 у чарті, і зробивши її другою виконавицею в історії, яка має два поспіль дебютні сингли на першому місці після Мерайї Кері. Другий сингл «Till the World Ends» посів третє місце в Billboard Hot 100 у травні, тоді як третій сингл «I Wanna Go» досяг сьомого місця в серпні. «Femme Fatale» став першим альбомом Спірс, три пісні з якого потрапили до першої десятки чарту. Четвертий і останній сингл «Criminal» був випущений у вересні 2011 року. Музичне відео викликало суперечки, коли британські політики розкритикували Спірс за використання копій зброї під час зйомок відео в районі Лондона, який сильно постраждав від заворушень в Англії 2011 року. Менеджмент Спірс коротко відповів, заявивши: «Відео є фантастичною історією про бойфренда Брітні, Джейсона Тревіка, в якій буквально відтворюється текст пісні, написаної за три роки до заворушень». У квітні 2011 року Спірс з'явилася в реміксі пісні Ріанни «S&M». Пізніше того ж місяця він посів перше місце в США, забезпечивши Спірс її п'яте місце № 1 в чарті. У списку Billboard за 2011 рік Спірс посіла чотирнадцяте місце в рейтингу «Артисти року», тридцять друге в списку Billboard 200 і десяте в списку Billboard Hot 100. Спірс була співавторкою «Whiplash», пісні з альбому «When the Sun Goes Down» Селени Гомес і гурту «Scene».
У червні 2011 року Спірс вирушила в тур Femme Fatale. Перші десять дат туру зібрали 6,2 мільйона доларів, посівши п'ятдесят п'яте місце в списку 100 найкращих північноамериканських турів на середину року. Тур завершився 10 грудня 2011 року в Пуерто-Рико після 79 виступів. У листопаді 2011 року було випущено DVD із записами туру. У серпні 2011 року Спірс отримала нагороду Michael Jackson Video Vanguard Award на MTV Video Music Awards 2011. Наступного місяця вона випустила свій другий альбом реміксів «B in the Mix: The Remixes Vol. 2». У грудні 2011 року Спірс заручилася зі своїм давнім бойфрендом Джейсоном Тревіком, який раніше був її агентом. У квітні 2012 року Тревіку юридично була надана роль співопікуна разом із батьком Спірс.
У травні 2012 року Спірс було найнято замість Поли Абдул у якості судді другого сезону американського шоу The X Factor, приєднавшись до Саймона Ковелла, Л. А. Рейда та нової судді Демі Ловато, яка замінила Ніколь Шерзінгер. З зарплатою в 15 мільйонів доларів вона стала найбільш високооплачуваною суддею на конкурсі вокалів в історії телебачення. Проте Кеті Перрі побила її рекорд у 2018 році після того, як Перрі підписала контракт із зарплатою в 25 мільйонів доларів, щоб стати суддею American Idol. Спірс була наставницею категорії підлітків; її Карлі Роуз Соненклар, був названий другим чемпіоном сезону. Спірс не повернулася на третій сезон шоу, і її замінила Пауліна Рубіо.
Спірс з'явився в пісні «Scream & Shout» з will.i.am, яка була випущена як третій сингл з його четвертого студійного альбому #willpower. Пізніше ця пісня стала шостим синглом Спірс, який став № 1 у UK Singles Chart і посів третє місце в Billboard Hot 100. «Scream & Shout» була однією з найбільш продаваних пісень 2012 і 2013 років із продажами понад 8,1 мільйона у всьому світі, а музичне відео було третім за кількістю переглядів у 2013 році на Vevo, незважаючи на те, що відео було опубліковано у 2012 році. У грудні 2012 року Forbes назвав її свічкою, яка найбільше заробляла 2012 року, з орієнтовним прибутком 58 мільйонів доларів.

### 2013—2015:Britney JeanтаBritney: Piece of Me

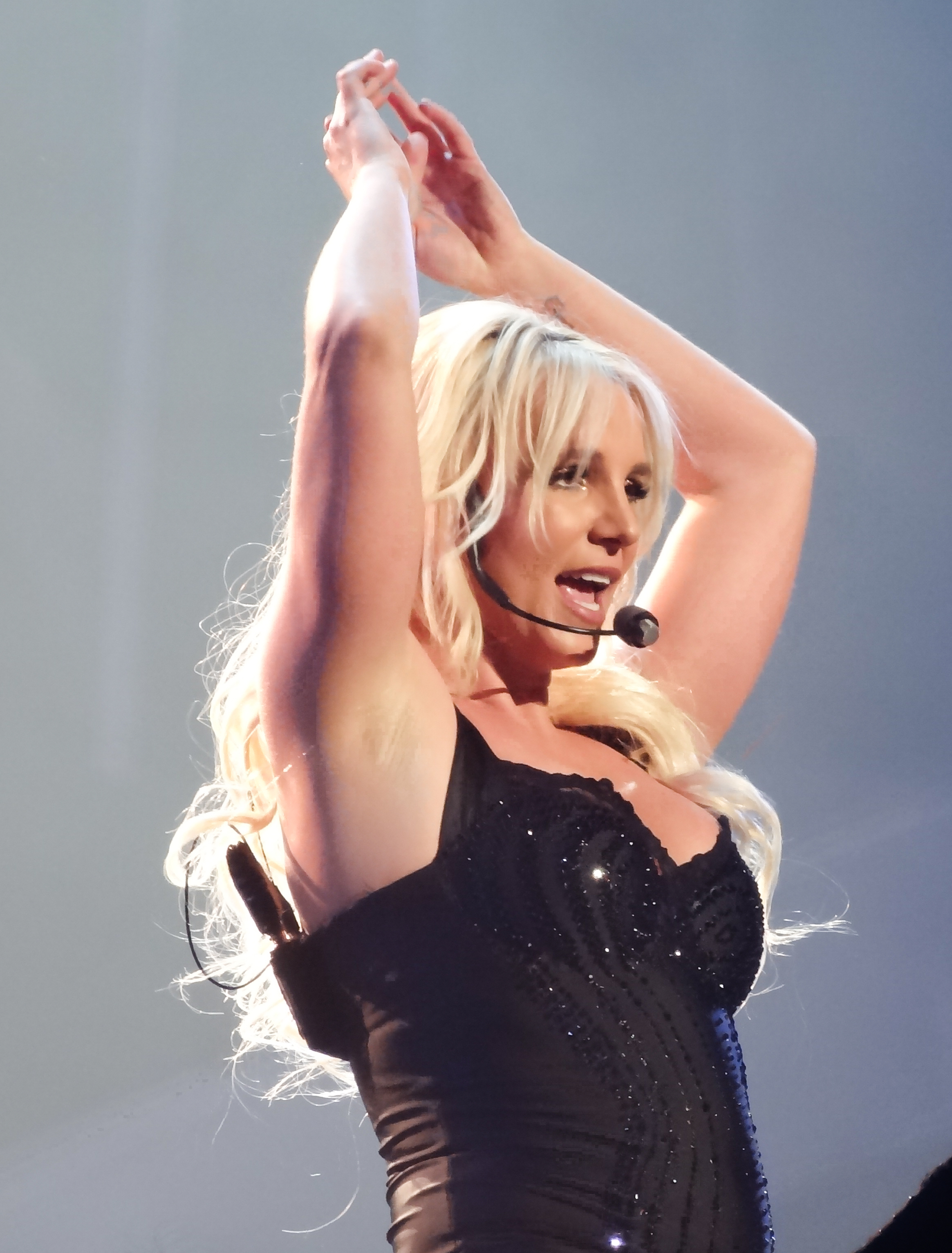
Спірс виступає в ході шоу Britney: Piece of Me

Спірс почала роботу над своїм восьмим студійним альбомом «Britney Jean» у грудні 2012 року і залучила will.i.am як виконавчого продюсера у травні 2013 року. У січні 2013 року Спірс і Джейсон Тревік розірвали свої заручини. Травіка також було усунено як співопікуна Спірс, відновивши її батька як єдиного опікуна. Після розриву вона почала зустрічатися з Девідом Лукадо в березні; пара розлучилася в серпні 2014 року. Під час виробництва «Britney Jean» Спірс записала пісню «Ooh La La» як саундтрек до фільму «Смурфики 2», який вийшов у червні 2013 року.
17 вересня 2013 року вона з'явилася в шоу Доброго ранку, Америко, щоб оголосити про свою дворічну концертну резиденцію в Planet Hollywood Resort & Casino в Лас-Вегасі під назвою Britney: Piece of Me. Тур розпочався 27 грудня 2013 року та включав загалом 100 шоу протягом 2014 та 2015 років. Під час того ж виступу Спірс оголосила, що «Britney Jean» вийде 3 грудня 2013 року.
«Britney Jean» став останнім проєктом Спірс згідно з її початковим контрактом на запис із Jive Records, який гарантував випуск восьми студійних альбомів. Запис отримав низьку кількість реклами та не мав комерційного впливу, як повідомляється, через конфлікти, пов'язані з підготовкою Britney: Piece of Me. Після свого випуску платівка дебютувала під № 4 в американському Billboard 200 з продажами за перший тиждень у 107 000 копій, ставши її альбомом з найнижчим піком і найменшим продажем у Сполучених Штатах. «Britney Jean» дебютував під № 34 у UK Albums Chart, продавши 12 959 копій за перший тиждень. Таким чином, альбом став найнижчим альбомом Спірс у чартах і найменшим за кількістю продажів.
«Work Bitch» був випущений як головний сингл «Britney Jean» у вересні 2013 року. Він посів 12 місце в US Billboard Hot 100, позначивши 31-й запис Спірс у чарті та п'ятий найвищий дебют її кар'єри, а також її сьоме місце у топ-20 чарту. Це також стало 19-м входом Спірс у топ-20 чарту і загалом її 23-м синглом у топ-40 чарту. Пісня стала дебютом Спірс з найвищими продажами з моменту її синглу 2011 року «Hold It Against Me». «Work Bitch» дебютував і посів сьоме місце в чарті синглів Великої Британії. Пісня також потрапила в першу десятку чартів у Бразилії, Канаді, Франції, Італії, Мексиці та Іспанії.
Прем'єра другого синглу «Perfume» відбулася в листопаді 2013 року. Він дебютував і досяг 76 місця в Billboard Hot 100. У жовтні 2013 року Спірс була представлена як запрошена вокалістка у пісні «SMS (Bangerz)» Майлі Сайрус із четвертого студійного альбому останньої «Bangerz». 8 січня 2014 року Спірс отримала номінацію Улюблений поп-виконавець на 40-й церемонії вручення премії People's Choice Awards у Microsoft Theatre в Лос-Анджелесі. У серпні 2014 року співачка підтвердила, що вона продовжила свій контракт з RCA Records і що вона пише та записує нову музику для свого наступного альбому.
У серпні 2014 року Спірс оголосила через Twitter, що випустить лінію інтимного одягу під назвою «The Intimate Britney Spears». Його можна було придбати з 9 вересня 2014 року в Сполучених Штатах і Канаді на веб-сайті Intimate Collection Spears. Пізніше 25 вересня його можна було придбати в Європі. 25 вересня 2014 року Спірс підтвердила, що вона продовжила свій контракт з The AXIS та Planet Hollywood Resort & Casino, щоб продовжити Britney: Piece of Me ще на два роки. Вона також почала зустрічатися з телепродюсером Чарлі Еберсолом у жовтні 2014 року. Пара розійшлася в червні 2015 року.
14 травня 2015 року Спірс випустила сингл «Pretty Girls» з Іггі Азалією. Він досяг 29 місця в Billboard Hot 100 і помірно посідав чарти на міжнародних територіях. Спірс і Азалія виконали цей трек наживо на церемонії вручення музичних нагород Billboard Music Awards 2015, що викликало позитивну реакцію критиків. Entertainment Weekly високо оцінили виступ, зазначивши, що «Спірс дала один із найенергійніших виступів на телебаченні за останні роки».
16 червня 2015 року Джорджо Мородер випустив альбом «Déjà Vu», у якому Спірс була співвиконавицею синглу «Tom's Diner». На церемонії Teen Choice Awards 2015 Спірс отримала нагороду Candie's Style Icon Award, її дев'яту нагороду Teen Choice Award. У листопаді 2015 року Спірс зіграла в якості гостя в ролі вигаданої версії себе в серіалі CW «Незаймана Джейн». В шоу вона танцювала під «Toxic» із персонажем Джини Родрігес.

### 2016—2018:Glory

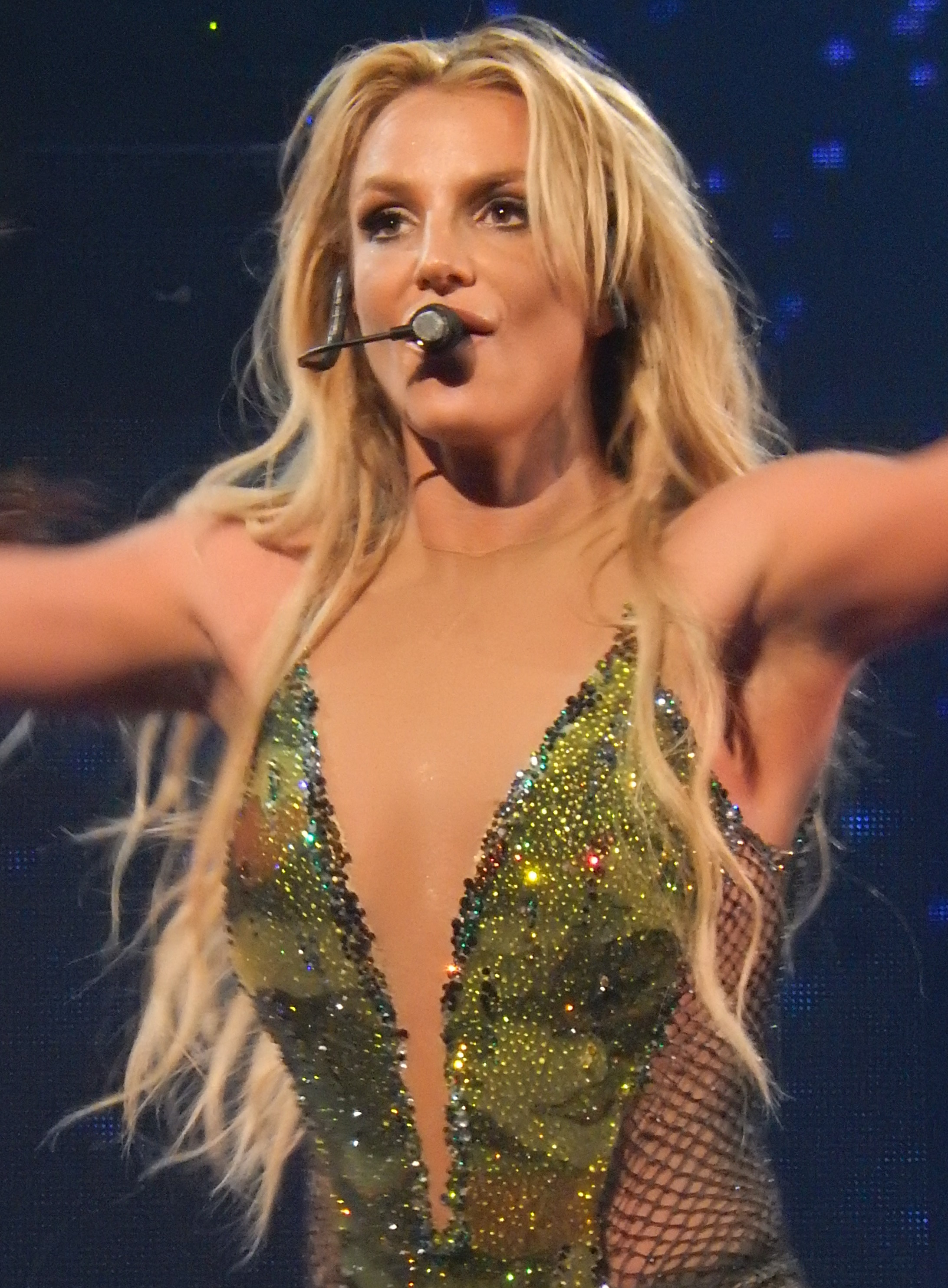
Спірс виступає під час фестивалю Apple Music у Roundhouse в Лондоні у вересні 2016 року

У листопаді 2015 року Спірс підтвердила через соціальні мережі, що почала запис свого дев'ятого студійного альбому. 1 березня 2016 року журнал V оголосив, що Спірс з'явиться на обкладинці 100-го випуску, датованого 8 березня 2016 року, на додаток до трьох різних обкладинок, знятих фотографом Маріо Тестіно для важливого видання. Головний редактор V, Стівен Ган, сказав, що Спірс було обрано через її статус ікони в галузі, і запитав: «Хто в нашому світі не виріс, слухаючи її музику?». У травні 2016 року Спірс запустила казуальну рольову ігрову програму Britney Spears: American Dream. Програма, створена компанією Glu Mobile, була доступна через iOS і Google Play
22 травня 2016 року Спірс виконала збірку своїх минулих синглів на Billboard Music Awards 2016. Окрім відкриття шоу, вона була удостоєна нагороди Billboard Millennium Award. 15 липня 2016 року Спірс випустила провідний сингл «Make Me» зі свого дев'ятого студійного альбому, в якому звучить запрошений вокал від американського репера G-Eazy. Альбом «Glory» був офіційно випущений 26 серпня 2016 року. 16 серпня 2016 року MTV і Спірс оголосили, що вона виступатиме на церемонії вручення нагород MTV Video Music Awards 2016. Виконання ознаменувало перше повернення Спірс на сцену VMA після її широко критикованого виконання «Gimme More» на шоу 2007 року. Разом із «Make Me», Спірс і G-Eazy також виконали гіт останнього «Me, Myself & I».
Спірс з'явилася на обкладинці журналу Marie Claire у жовтневому номері 2016 року. У публікації Спірс розповіла, що в минулому вона страждала від важкої тривоги, і що материнство зіграло важливу роль у допомозі їй подолати це. У листопаді 2016 року під час інтерв'ю Las Vegas Blog Спірс підтвердила, що вже почала роботу над своїм наступним альбомом, заявивши: «Я не впевнена, як я хочу, щоб звучав наступний альбом... Я просто знаю, що я рада знову потрапити в студію і фактично вже повернулася до запису». У тому ж місяці вона випустила ремікс-версію «Slumber Party» як другий сингл із «Glory» за участю Tinashe.
Вона почала зустрічатися з колегою по музичному кліпу «Slumber Party» Семом Асґарі після того, як вони зустрілися на знімальному майданчику. У січні 2017 року Спірс отримала чотири перемоги з чотирьох номінацій на 43-й церемонії нагородження People's Choice Awards. У березні 2017 року співачка оголосила, що її резиденційний концерт відбудеться за кордоном у рамках світового туру Britney: Live in Concert з датами у вибраних містах Азії. У квітні 2017 року Ізраїльська лейбористська партія оголосила, що перенесе липневі первинні вибори, щоб уникнути конфлікту з аншлаговим концертом Спірс у Тель-Авіві, посилаючись на дорожній рух і проблеми з безпекою.
Менеджер Спірс Ларрі Рудольф також оголосив, що резиденція не буде продовжена після закінчення її контракту з Caesars Entertainment наприкінці 2017 року. 29 квітня 2017 року Спірс стала першою лауреаткою нагороди Icon Award на Radio Disney Music Awards 2017. У листопаді Forbes оголосив, що Спірс була 8-ю найбільш високооплачуваною жінкою-музикантом, заробивши 34 мільйони доларів у 2017 році. 31 грудня 2017 року Спірс виступила з останнім шоу Britney: Piece of Me. Фінальна вистава, як повідомляється, принесла 1,172 мільйона доларів, встановивши новий касовий рекорд для одного шоу в Лас-Вегасі та побивши рекорд, який раніше належав Дженніфер Лопес. Виконання «Toxic» і «Work Bitch» були записані раніше та транслювалися на ABC у переддень Нового року перед рекордною аудиторією у 25,6 мільйонів.
У січні 2018 року Спірс випустила свій 24-й парфум з Елізабет Арден, Sunset Fantasy, і оголосила про тур Piece of Me Tour, який відбувся в липні 2018 року в Північній Америці та Європі. Квитки були розкуплені за лічені хвилини у великих містах, і для задоволення попиту були додані додаткові дати. Pitbull був виконавцем другого плану для європейської частини. Тур посідає 86 і 30 місця в рейтингу Pollstar 2018 Top 100 Tours як у Північній Америці, так і в усьому світі відповідно. Загалом тур зібрав 54,3 мільйона доларів із 260 531 проданих квитків і став шостим найкасовішим жіночим туром 2018 року, а також другим найбільш продаваним жіночим туром у Сполученому Королівстві 2018 року.
20 березня 2018 року Спірс було анонсовано як частину кампанії французького модного будинку класу люкс Kenzo. 12 квітня 2018 року співачка була нагороджена премією GLAAD Vanguard 2018 на GLAAD Media Awards за її роль у «прискоренні сприйняття ЛГБТК-спільноти». 27 квітня 2018 року Epic Rights оголосило про нове партнерство зі Спірс, щоб у 2019 році випустити власну модну лінію, яка включатиме одяг, одяг для фітнесу, аксесуари та електроніку.
У липні 2018 року Спірс випустила свій перший аромат унісекс Prerogative. 18 жовтня 2018 року вона оголосила про своє друге шоу-резиденцію в Лас-Вегасі, Britney: Domination, яке було запущено в парковому театрі Park MGM 13 лютого 2019 року. 21 жовтня 2018 року Спірс виступила на Гран-прі Формули-1 в Остіні, останньому виступі її туру Piece of Me Tour.

### 2019—2021: справа щодо опікунства, #FreeBritney і насильство

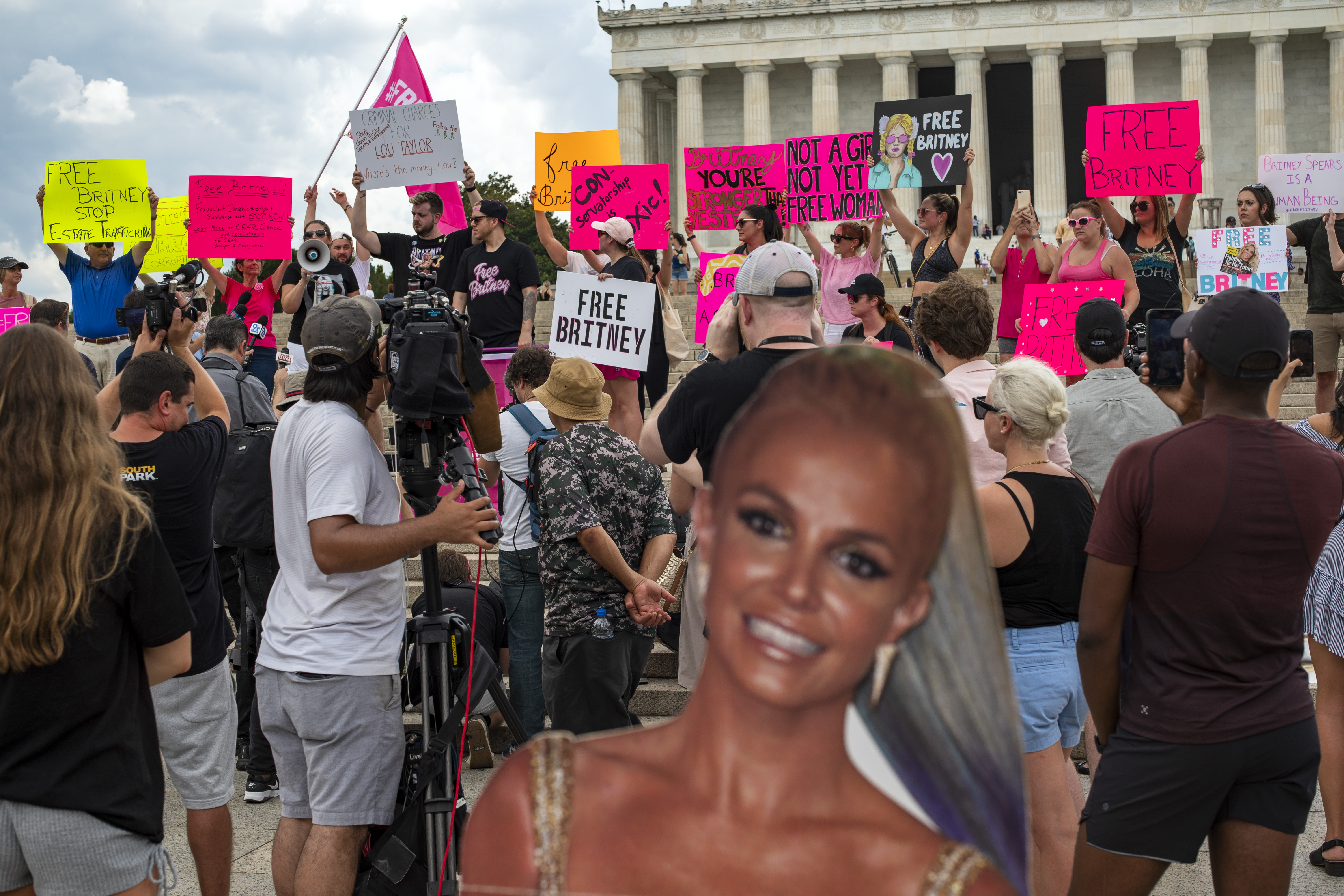
Рух #FreeBritney перед Меморіалом Лінкольна у 2021 році

4 січня 2019 року Спірс оголосила про перерву на невизначений термін після того, як її батько переніс майже смертельний розрив товстої кишки. У березні 2019 року Ендрю Воллет пішов у відставку з посади співопікуна її маєтку після 11 років. Того ж місяця Спірс потрапила до психіатричної лікарні під час стресу через хворобу свого батька. Наступного місяця фан-подкаст Britney's Gram опублікував повідомлення голосової пошти від джерела, яке стверджувало, що є колишнім членом команди юристів Спірс. Вони стверджували, що Джеймі скасував проживання через відмову Спірс приймати ліки, що він утримував її в закладі проти її волі з січня 2019 року після того, як вона порушила правило заборони керувати автомобілем, і що її опікунство мало закінчився в 2009 році. Звинувачення викликали рух за припинення опікунства, #FreeBritney, який отримав підтримку від знаменитостей, зокрема Шер, Періс Гілтон, Майлі Сайрус, а також Американської спілки захисту громадянських свобод.
Під час слухання у травні 2019 року суддя Бренда Пенні наказала провести професійну оцінку опікуна. У вересні колишній чоловік Спірс Кевін Федерлайн домігся заборонного наказу щодо батька Спірс, Джеймі, після ймовірної фізичної сварки між Джеймі та одним із її синів. Багаторічна менеджерка із догляду Спірс, Джоді Монтгомері, тимчасово замінила Джеймі на посаді опікуна того ж місяця, коли також відбулося слухання, де не було прийнято жодного рішення щодо угоди. У лютому 2020 року в Лос-Анджелесі відкрився інтерактивний поп-ап-музей, присвячений Спірс, який отримав назву «Зона», але пізніше його було призупинено через пандемію COVID-19. У травні 2020 року вона випустила ексклюзивний японський бонус-трек «Mood Ring» і представила нову обкладинку альбому для потокового передавання та цифрових платформ по всьому світу. У серпні Джеймі Спірс назвав рух #FreeBritney «жартом», а його організаторів — «теоретиками змови».
17 серпня 2020 року призначений судом адвокат Спірс, Семюел Д. Інгам III, подав до суду заяву, в якій задокументовано бажання Спірс змінити її опікунство, щоб відображати її бажання, а також спосіб життя, щоб встановити Монтгомері її постійним опікуном і замінити Джеймі на довірену особу як опікуна її маєтку. Через чотири дні Пенні продовжила встановлену домовленість до лютого 2021 року. У листопаді 2020 року Пенні затвердила Bessemer Trust як співконсерватора маєтку Спірс разом із Джеймі. Наступного місяця Спірс випустила нове видання альбому «Glory», яке включає «Mood Ring» і нові пісні «Swimming in the Stars» та «Matchs».
Прем'єра документального фільму про кар'єру та опікунство Спірс «Обрамлення Брітні Спірс» відбулася на FX у лютому 2021 року. Пізніше Спірс розповіла, що бачила частини документального фільму, заявивши, що почувалася приниженою через те, як її сприймали, і що вона плакала два тижні після першої трансляції. Наступного місяця Інгам подав петицію про те, щоб назавжди замінити Джеймі на Монтгомері як опікуна Спірс, посилаючись на наказ від 2014 року, згідно з яким Спірс не мав права давати згоду на будь-яке лікування.
22 червня 2021 року, незадовго до того, як Спірс збиралася виступити перед судом, The New York Times отримали конфіденційні судові документи, в яких стверджувалося, що Спірс роками наполягала на припиненні її опікунства. 23 червня Спірс виступила перед судом, назвавши опікунство «зловживанням». Вона сказала, що збрехала, «сказавши всьому світові, що мені добре і я щаслива», і що вона була травмована та зла. Заява суду отримала широке висвітлення в засобах масової інформації та спричинила понад 1 мільйон поширень у Twitter, понад 500 000 повідомлень із використанням тегу #FreeBritney та понад 150 000 повідомлень із новим хештегом, що посилається на явку в суді, #BritneySpeaks.
1 липня Bessemer Trust звернувся до судді з проханням дозволити їм вийти з опіки, заявивши, що їх ввели в оману і вони уклали угоду, розуміючи, що опіка була добровільною. Того ж дня сенатори Елізабет Воррен та Боб Кейсі закликали федеральні агентства посилити нагляд за системою опікунства в країні. Менеджер Спірс, який пропрацював 25 років, Ларрі Рудольф, пішов у відставку 6 липня, і в той же день повідомлялося, що Інгам планує подати документи до суду з проханням бути звільненим. На слуханні 14 липня суддя Пенні схвалив відставку Bessemer Trust і Інгама. Суд також схвалив прохання Спірс найняти адвоката Метью С. Розенгарта для її інтересів. Розенгарт повідомив суду, що він працюватиме над припиненням опіки. Пізніше того ж дня Спірс вперше публічно підтримала рух #FreeBritney, використовуючи хештег у підписі до публікації в Instagram. Вона згадала, що почувається «благословенною» після отримання «справжнього представництва», маючи на увазі рішення судді Пенні дозволити їй обирати собі адвоката.
26 липня Розенгарт подав петицію з проханням усунути Джеймі з посади опікуна спадщини Спірс і замінити його на Джейсона Рубіна. 12 серпня Джеймі погодився піти з посади опікуна в майбутньому, а його адвокати заявили, що він хоче «впорядкованого переходу до нового опікуна». 7 вересня Джеймі подав петицію про припинення опікунства. Через п'ять днів Спірс оголосила про заручини зі своїм давнім бойфрендом Семом Асґарі в дописі в Instagram. 29 вересня суддя Пенні тимчасово відсторонила Джеймі від посади опікуна спадщини Спірс, а бухгалтер Джон Забел замінив його на тимчасовій основі. 12 листопада суддя Пенні припинила опіку.

### 2022—теперішній час: третій шлюб,«Жінка в мені», відхід від співу
У квітні 2022 року Спірс оголосила про вагітність, але пережила викидень наступного місяця. 9 червня в своєму будинку в Таузанд-Оакс, Лос-Анджелес одружилася з Семом Асґарі. Ніхто з найближчих родичів Спірс (включаючи її батьків, сестру та брата) не був запрошений; двоє її синів не прийшли. Перший чоловік Спірс, Джейсон Олександр, намагався зірвати весілля, увірвавшись до її будинку, озброєний ножем, але був заарештований. 
26 серпня Спірс випустила з Елтоном Джоном дует «Hold Me Closer», ремейк його синглу 1972 року «Tiny Dancer». Це був перший музичний реліз Спірс після припинення її опікунства. «Hold Me Closer» дебютував під шостим номером у Billboard Hot 100 США, ставши її 14-м синглом у першій десятці та піснею, яка посідала найвище місце в чарті з часів «Scream & Shout» (2012). Він дебютував під № 3 в UK Singles Chart, забезпечивши Спірс її 24-ту десятку.
З моменту припинення її опікунства особисте життя Спірс, присутність у соціальних мережах і загальний добробут стали предметом нового інтересу ЗМІ та спекуляцій фанів, породивши теорії змови. 24 січня 2023 року представники офісу шерифа округу Вентура провели перевірку соціального забезпечення в резиденції Спірс після того, як отримали кілька дзвінків від шанувальників, стурбованих після того, як вона видалила свій акаунт в Instagram. Представник департаменту шерифа заявив, що Спірс «була в безпеці та їй нічого не загрожувало». Вона розповіла про інцидент у своєму Twitter, попросивши шанувальників поважати її конфіденційність. 
Спірс і репер will.i.am випустили сингл «Mind Your Business» 21 липня 2023 року. 16 серпня було оголошено, що Брітні Спірс і Сем Асґарі розлучилися після 14 місяців шлюбу. 1 травня 2024 року вони досягли угоди про розлучення. Наступного дня суддя підписав мирову угоду, і пара була розлучена 2 грудня 2024 року. У вересні 2023 року було розпочато додаткову перевірку соціального забезпечення, коли Спірс опублікувала в Instagram відео, де вона танцює з ножами. Команда її служби безпеки запевнила чергового офіцера, що безпосередньої загрози її безпеці немає, і поліціянт пішов. Спірс також уточнила, що ножі несправжні.
У лютому 2022 року Брітні Спірс підписала угоду на книгу мемуарів на 15 мільйонів доларів, що стало однією з найбільших книжкових угод усіх часів. Книга її спогадів «Жінка в мені» була опублікована 24 жовтня 2023 року. У ній докладно розповідається про її шлях до слави, події в ЗМІ, її опікунство та відновлену свободу. У США було продано 1,1 мільйона примірників, у всьому світі 2,4 мільйона примірників протягом першого тижня випуску.
У січні 2024 року поширювалися повідомлення про те, що Charli XCX і Джулію Майклз попросили написати пісні для Спірс, а Rolling Stone повідомив, що «менеджмент та A&R намагаються зацікавити її музикою». Спірс спростувала інформацію, заявивши, що ніколи не повернеться в музичну індустрію. Проте вона також розповіла, що за попередні два роки написала понад 20 пісень для інших виконавців.

## Брітні Спірс і Україна
В рамках туру The Femme Fatale Tour Брітні Спірс дала концерт у Києві у вересні 2011 року.
На сторінці Спірс в Instagram є фото з відомим в Україні котом Степаном.
У вересні 2022 року Спірс з Елтоном Джоном випустила кліп «Hold me Closer», який зняла відома українська кліпмейкерка Таня Міньо. У кліпі можна побачити синьо-жовтий одяг.
Автобіографія Спірс «Жінка в мені», де співачка написала про свій життєвий і творчий шлях, вийшла в українському перекладі в червні 2024 року. Мемуари опублікувало видавництво «Наш Формат», переклад Анастасії Цимбал.

## Дискографія
- …Baby One More Time (1999)
- Oops!... I Did It Again (2000)
- Britney (2001)
- In the Zone (2003)
- Blackout (2007)
- Circus (2008)
- Femme Fatale (2011)
- Britney Jean (2013)
- Glory (2016)

## Фільмографія
| Рік     |        | Українська назва             | Оригінальна назва           | Роль        |
| ------- | ------ | ---------------------------- | --------------------------- | ----------- |
| 1993-94 | серіал | Клуб Мікі Мауса              | The Mickey Mouse Club       | різні ролі  |
| 1999    | серіал | Відомий Джет Джексон         | The Famous Jett Jackson     | камео       |
| 1999    | серіал | Сабріна — маленька відьмочка | Sabrina, the Teenage Witch  | камео       |
| 1999    | серіал | Кенан і Кел                  | Kenan & Kel                 | камео       |
| 2000    | фільм  | Воля випадку                 | Longshot                    | стюардеса   |
| 2002    | фільм  | Остін Пауерс: Голдмембер     | Austin Powers in Goldmember | камео       |
| 2002    | фільм  | Перехрестя                   | Crossroads                  | Люсі Вагнер |
| 2003    | фільм  | Полі Шор мертвий             | Pauly Shore Is Dead         | камео       |
| 2006    | серіал | Вілл і Грейс                 | Will & Grace                | Ембер Луїз  |
| 2008    | серіал | Як я зустрів вашу маму       | How I Met Your Mother       | Еббі        |
| 2010    | серіал | Хор                          | Glee                        | камео       |